# Jenůfa
Jenůfa ['jenu:fa] ist eine Oper in drei Akten von Leoš Janáček, nach dem Schauspiel Ihre Ziehtochter (Její pastorkyňa, so auch der tschechische Titel der Oper) von Gabriela Preissová (Uraufführung 1890).
Die Uraufführung der Oper Její pastorkyňa fand am 21. Januar 1904 im Tschechischen Nationaltheater in Brünn statt. Am 26. Mai 1916 erfolgte in Prag mit einer durch Karel Kovařovic modifizierten Version die erste auf breiter Front wahrgenommene Aufführung. Ein Aufsatz Max Brods in der Berliner Zeitschrift Die Schaubühne in der November-Nummer desselben Jahres machte den tschechischen Komponisten mit einem Schlag im deutschsprachigen Raum bekannt. Brod wurde auch von dem Wiener Musikverlag Universal Edition für die deutsche Übersetzung von Její pastorkyňa gewonnen. Am 16. Februar 1918 ging an der Wiener Hofoper die deutsche Erstaufführung unter dem (neuen) Titel Jenůfa über die Bühne, mit Maria Jeritza in der Titelpartie und Hugo Reichenberger am Dirigentenpult. Von hier bahnte sich das Werk seinen Weg auf die großen Bühnen der Welt.

## Handlung
Erster Akt: Landschaft mit Mühle.

Jenůfa erwartet ein Kind von ihrem Ziehbruder Števa, und nur die Heirat mit ihm könnte sie vor der Schande der ledigen Schwangerschaft in dem kleinen Dorf retten – und damit vor dem Selbstmord. Števa, blond, hübsch und Liebling der Frauen, ist gerade bei der Musterung, und sollte er genommen werden, sieht Jenůfa keinen Ausweg aus ihrer Situation. Niemand außer ihr und Števa weiß von der Schwangerschaft. Da kehren die Soldaten zurück und berichten fröhlich, dass Števa nicht genommen wurde. Es folgt ein lustiger Chor und Soldatentanz. Es erscheint die Küsterin, Ziehmutter Jenůfas und dominierende Persönlichkeit des Dorflebens, und bereitet dem wilden Treiben ein Ende. Sie erkennt, dass Števa betrunken ist, und verbietet die Heirat mit Jenůfa, sofern er nicht für ein Jahr das Trinken lässt. Dies stürzt Jenůfa in die Verzweiflung. Laca, ihr zweiter Ziehbruder und Števas Stiefbruder, liebt sie ebenfalls und entstellt ihre Wange in wilder Eifersucht mit einem Messer.
Zweiter Akt: Stube der Küsterin, ein halbes Jahr später, Winter.

Jenůfa hat ihr Kind heimlich geboren und wird von der Küsterin im Haus versteckt, um Jenůfa und der Familie die ungeheuerliche Schande eines unehelich geborenen Kindes zu ersparen. Immer noch hoffen beide, dass Števa sich zu dem Knaben – der ist jetzt acht Tage alt – bekennt und Jenůfa heiratet. Doch jener hat sich seit Monaten nicht blicken lassen. Während Jenůfa schläft, kommt Števa zur Küsterin, die ihn zur Heirat überreden will. Števa weigert sich jedoch mit der Begründung, Jenůfa sei ihm seit dem Unglück mit der Wange unheimlich und so ernst geworden. Er hat sich bereits mit einer anderen verlobt. Er erklärt sich bereit, für das Kind zu zahlen.
Kaum hat Števa das Haus verlassen, erscheint Laca und erklärt der Küsterin seine Liebe zu Jenůfa. Um Jenůfas Zukunft zu retten, erzählt die Küsterin vom Kind und flüchtet sich in eine Lüge: das Neugeborene sei kurz nach der Geburt gestorben. In der nächsten Szene beschließt sie, das Kind im eisigen Wasser zu ertränken und auf diese Weise Jenůfa eine Chance auf eine gute Zukunft zu ermöglichen. Als Jenůfa erwacht und weder ihre Mutter noch ihr Kind findet, sucht sie Trost im Gebet zu Maria. Die Küsterin kehrt zurück und behauptet, das Kind sei gestorben, während Jenůfa im Fieber lag. Als Laca wiederkommt, gibt die Küsterin den beiden ihren Segen.
Dritter Akt: Stube der Küsterin. Zwei Monate später.

Jenůfa und Laca wollen heute heiraten. Laca hat sich als treu Liebender erwiesen und bereut seine Bluttat von früher bitter. Er hat sogar seinem Stiefbruder Števa verziehen und ihn zur Hochzeit eingeladen. Die Küsterin hat die Ausstattung bereitgestellt. Sie gilt seit einiger Zeit als krank, leidet unter Schmerzen und Schlaflosigkeit.
Ein Chor der Dorfmädchen bringt einen Blumenstrauß und singt für das Paar ein Lied. Als die Küsterin die beiden Brautleute segnen will, stürmt der Schäferjunge mit der Nachricht herein, dass ein toter Knabe im Eis gefunden wurde. Jenůfa erkennt in der Kindesleiche ihren Sohn. Vor der versammelten und aufgebrachten Dorfgemeinschaft bekennt sich die Küsterin schuldig. Jenůfa verzeiht ihrer Stiefmutter, da sie ihre gute Absicht hinter der mörderischen Tat erkennt. Zudem löst Števas neue Verlobte Karolka, die Tochter des Richters, die Verlobung mit ihm. Der Richter führt die Küsterin ab, und Jenůfa will ihr Leben einsam enden, doch Lacas Liebe ist größer und siegt über alles Leid und wird schlussendlich von Jenůfa erwidert.

## Entstehung
Die Komposition der Oper erstreckte sich über mehrere Jahre. Da die Originalpartitur vernichtet worden ist, stehen nicht alle Daten genau fest. Erste Entwürfe fallen in die Jahre 1894 bis 1895, in welchem Jahr die Partiturniederschrift begann. Její pastorkyňa war Janáčeks dritte Oper und seine erste, bei der er von Anfang an eine Orchesterpartitur schrieb und nicht, wie bei den vorangegangenen, ein Klavierparticell. Im Jahr 1897 dürfte die Niederschrift des 1. Aktes beendet gewesen sein. Dann trat eine längere Pause ein, bedingt durch die Komposition an der Kantate Amarus sowie andere Beschäftigungen. Erst am Ende des Jahres 1901 nahm Janáček die Arbeit wieder auf und beendete bis zum Frühsommer 1902 den 2. Akt. Am 25. Januar 1903 war die Niederschrift der Oper beendet. Während der darauffolgenden Feinarbeiten starb am 26. Februar 1903 Janáčeks Tochter Olga, der das Werk gewidmet ist.

## Rezeptionsgeschichte
Její pastorkyňa wurde am 21. Januar 1904 am Tschechischen Nationaltheater in Brünn uraufgeführt und errang einen beachtlichen Erfolg. Es gab 11 Aufführungen in Brünn und auf Tournee. Im Jahr 1908 wurde ein Klavierauszug gedruckt, unterstützt und initiiert vom Brünner Klub pratel umeni. Als Druckvorlage diente eine Version mit Streichungen von  Janáčeks Schüler Hrazdira sowie mit Änderungen an Sing- und Orchesterstimmen von  Janáček selbst. Bis zur letzten Aufführung dieser Fassung in Brünn, im März 1913, nahm  Janáček immer wieder Retuschen vor. Nachdem das Werk (nach mehrmaligen erfolglosen Versuchen) vom Prager Nationaltheater angenommen worden war, erarbeitete der Direktor Karel Kovařovic eine „neue Fassung“ mit etlichen Streichungen, die sogenannte „Prager Fassung“ von 1916. Kovařovic „glättete und erweiterte geschickt die Orchestrierung Janáčeks“ (John Tyrrell, 2000), vor allem die Schlussszene des 3. Aktes. Die Prager Erstaufführung fand am 26. Mai 1916 statt (Dirigent: Kovařovic, Regie: Robert Polák, Jenůfa: Kamila Ungrová, Küsterin: Gabriela Horvátová). Von diesem Zeitpunkt an wurde die Oper überall in der Fassung von Kovařovic gespielt. Die Partitur der Wiener Universal-Edition (1918) gab kommentarlos Kovařovics revidierte Orchestrierung wieder.
Charles Mackerras und John Tyrrell versuchten in mühsamer Kleinarbeit, die Partitur wieder von den Glättungen und Retuschen Kovařovics zu reinigen und anhand von Brünner Orchesterstimmen bzw. dem Klavierauszug von 1908 eine vollständig rekonstruierte Partitur, wie sie Janáček hinterlassen hat, zu erstellen. Im Jahr 1996 erschien die Partitur der Oper bei Universal-Edition in jener neuen alten Fassung. Nach 80 Jahren Aufführungsgeschichte setzt sich seither wieder die originale Brünner Fassung durch.

## Musik
Jenůfa ist eine durchkomponierte Oper. Bemerkenswert ist, dass es sich beim Text um Prosa handelt. Die musikalischen Szenen, die nahtlos ineinander übergehen, setzen sich aus geschlossenen Gebilden und aus freieren, aber immer symmetrisch gebauten Partien mit kleingliedrigen Melodieverläufen zusammen. Die Melodik ist ebenso wie die Harmonik mit ihren charakteristischen, überwiegend satten und dunklen Farbtönen tief in der nationalen Volksmusik verwurzelt. Der orchestrale Satz als Untergrund zur Wortmelodie ist durchsichtig, oft polyrhythmisch und repetitiv, und erdrückt die Singstimmen auch bei expressiven Ausbrüchen nicht. Die Sprachmelodie dient als Wegweiser für die Auffindung des richtigen Ausdrucks bei der tondichterischen Ausdeutung der Situation, wird dabei aber nicht zum Gestaltungsprinzip erhoben.

## Besetzung der Uraufführung

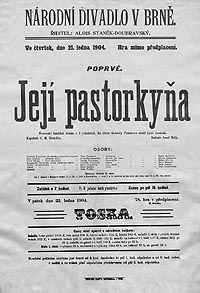
Plakat zur Uraufführung Jenůfa (Její pastorkyňa), 1904

| Rolle                                                   | Stimmlage   | Premierenvorstellung 21. Januar 1904 (Dirigent: C. M. Hrazdira) |
| ------------------------------------------------------- | ----------- | --------------------------------------------------------------- |
| Jenůfa                                                  | Sopran      | Marie Kabeláčová                                                |
| Laca Klemeň                                             | Tenor       | Alois Staněk-Doubravský                                         |
| Števa Buryja                                            | Tenor       | Bohdan Procházka                                                |
| Kostelnička Buryjovka                                   | Sopran      | Leopoldina Hanusová-Svobodová                                   |
| Großmutter Buryjovka                                    | Kontra-Alt  | Věra Pivoňková                                                  |
| Stárek                                                  | Bariton     | Karel Benýško                                                   |
| Bürgermeister                                           | Bass        | Alois Pivoňka                                                   |
| Frau des Bürgermeisters                                 | Mezzosopran | Ema Kučerová                                                    |
| Karolka                                                 | Mezzosopran | Růžena Kasperová                                                |
| Chor: Rekruten, Diener, Mädchen, Stadtbewohner, Musiker |             |                                                                 |